# NGC 5359
NGC 5359 في الفهرس العام الجديد، هو عنقود نجمي، يقع في كوكبة البيكار. اكتشف في 17 مايو 1835 . بواسطة جون هيرشل .

## روابط خارجية
- NGC 5359 على موقع ويكي سكاي: DSS2, SDSS, GALEX, IRAS, Hydrogen α, X-Ray, Astrophoto, Sky Map, Articles and images